# 東大阪市立北宮小学校
東大阪市立北宮小学校（ひがしおおさかしりつ きたのみやしょうがっこう）は、大阪府東大阪市川田にある公立小学校。

## 沿革
- 1894年（明治27年） - 若江郡角田尋常小学校と若江郡加納尋常小学校が統合し六郷尋常小学校として開校。
- 1898年（明治31年） - 現在地に移転。
- 1916年（大正5年） - 東六郷尋常小学校と改称。
- 1936年（昭和11年） - 盾津第一尋常小学校と改称。
- 1944年（昭和19年） - 盾津東部国民学校と改称。
- 1947年（昭和22年） - 大阪府中河内郡盾津町立盾津東部小学校と改称。
- 1955年（昭和30年） - 河内市立北宮小学校と改称。
- 1967年（昭和42年）2月1日 - 東大阪市が誕生し、東大阪市立北宮小学校と改称。
- 1977年（昭和52年）4月1日 - 東大阪市立加納小学校を分離。

## 通学区域
- 今米1～2丁目、川田1～4丁目、川中2番1～37号、51～57号、5～6番、古箕輪1丁目、新鴻池町1～12番、中新開1～2丁目、東鴻池町3丁目、吉原1～2丁目[1]

## 著名な卒業生

### 政治
- 中谷一馬（衆議院議員）[2]